# Танзимат
Танзимат (на арабски: التنظيمات; на български: Реорганизация) e понятие, което се свързва с период на обществени реформи в Османската империя, започнал с въвеждане на пакет от закони, обнародвани от султан Абдул Меджид I на 3 ноември 1839 г. при встъпването му на престола и завършил с приемането на първата османска конституция през 1876 г.
Известна съставна част от реформите е т. нар. Гюлхански хатишериф, който бил проектиран да промени политическия живот в Империята. Всъщност реформите били започнати още от предшественика на Абдул Меджид, султан Махмуд II, който ликвидирал еничарския корпус, което трябвало да постави начало на нова политическа и административна организация (виж Реформи на Махмуд II). Последствията от законодателните промени не оправдали надеждите, възлагани на ерата на Танзимата в Западна Европа. Той така и не успял да реформира по същество Османската империя и де факто белязал началото на окончателния ѝ разпад, поне в Румелия.